# Javier Martina
Javier Sylvester Martina (ur. 1 lutego 1987 w Willemstad) – piłkarz z Curaçao grający na pozycji prawego pomocnika oraz napastnika, reprezentant swojego kraju. Obecnie pozostaje bez klubu.

## Kariera klubowa
Pierwsze piłkarskie kroki stawiał w klubie Almere City FC, jednak w wieku 18 lat przeniósł się do młodzieżowych drużyn Ajaxu Amsterdam.
W lipcu 2008 roku został włączony do seniorskiej kadry Ajaxu, jednak w ciągu 2 lat nie zdołał wywalczyć sobie miejsca w składzie, notując tylko dwa występy w Eredivisie. W styczniu 2010 roku został wypożyczony do HFC Haarlem, lecz już po miesiącu powrócił do klubu macierzystego z jednym rozegranym spotkaniem na koncie. Po powrocie nie został włączony do kadry seniorskiej, tylko przydzielono go do zespołu młodzieżowego. W sierpniu 2010 roku odszedł na bezrobocie.
W marcu 2011 roku po Javiera Martinę zgłosiło się Toronto FC, z którym podpisał jednoroczny kontrakt. Po rozegraniu 27 meczów i strzeleniu dwóch bramek w sezonie 2011 nie przedłużono z nim kontraktu, więc został zmuszony do poszukiwania nowego pracodawcy. Został nim FC Dordrecht, do którego przeniósł się w sierpniu 2012 roku. Po pół roku w nowych barwach, ponownie stał się wolnym agentem.

## Kariera reprezentacyjna
Z początku grał w młodzieżowych reprezentacjach Holandii. W 2011 roku zadebiutował jednak w reprezentacji Curaçao - w meczu eliminacji do Mistrzostw Świata 2014 z Haiti, który zakończył się remisem 2:2. Później zanotował 2 kolejne występy w tych samych rozgrywkach.